# Mariene ecoregio Oceanische eilanden Zuid-Chinese Zee
De Mariene ecoregio Oceanische eilanden Zuid-Chinese Zee (114) (Engels: South China Sea Oceanic Islands marine ecoregion) is een biogeografische regio en ligt in het westen van de Grote Oceaan in de Mariene provincie Zuid-Chinese Zee (25) in het Marien rijk Centrale Indo-Pacific. De mariene ecoregio is vastgesteld door het World Wide Fund for Nature en The Nature Conservancy en is vernoemd naar de Zuid-Chinese Zee.
In het noorden grenst het gebied aan de mariene ecoregio Zuidelijk China (113), in het noordoosten aan de mariene ecoregio Zuidelijke Kuroshiostroom (121), in het oosten aan de mariene ecoregio Oostelijke Filipijnen (127), in het zuidoosten en zuiden aan de mariene ecoregio Palawan/Noord-Borneo (126), in het zuidwesten aan de mariene ecoregio Sundaplat/Javazee (117), in het westen aan de mariene ecoregio Zuidelijk Vietnam (116) en in het noordwesten aan de mariene ecoregio Golf van Tonkin (112).

## Geografie
De mariene ecoregio ligt in het westen van de Grote Oceaan tussen de Filipijnen en Vietnam en tussen China en Maleisië, exclusief de kustzones. Het gebied ligt centraal in de Zuid-Chinese Zee.

## Biogeografie
Het gebied kent zeeleven dat houdt van tropische temperaturen.